# Luis Yanza
Luis Yanza Angamarca (Gualaceo, provincia de Azuay, Ecuador, 1962) es uno de los fundadores del Frente de Defensa de la Amazonia. 
En 2008 el comité del premio Goldman reconoció Luis Yanza como merecedor del premio que cada año reconoce el trabajo de vida de personas destacadas por la causa del medio ambiente, junto al Abogado manabita Pablo Fajardo para recibir uno de los más prestigiosos premios referentes a temas ambientales en el mundo. 
El Luis Yanza es un ecuatoriano con una vida entregada a la lucha por la justicia para los más de 30.000 afectados por la contaminación dejada por Texaco (actualmente Chevron) en Ecuador.
Luis Yanza Angamarca nació en Gualaceo, provincia del Azuay, en 1962. En la provincia de Morona Santiago terminó sus estudios primarios. En 1987 se trasladó a vivir en Lago Agrio y desde el año 2002 reside en la ciudad de Coca, provincia de Orellana.
Realizó estudios secundarios en el Instituto Pacífico Zembranos en Nueva Loja graduándose de Contador 1985.
Hacia 1987 estaba ya vinculado en cargos de alta responsabilidad en varias organizaciones juveniles, políticas y campesinas. La principal de esta época fue la organización del Nororiente Amazónico, la misma de la que hasta 1993 fue secretario ejecutivo por segundo periodo.
En junio de 1992, Texaco salía de Ecuador y declaraba orgullosa de haber “aportado cuantiosamente al desarrollo económico, tecnológico, humano y social del Ecuador”, al mismo tiempo que varios grupos ecologistas y de derechos humanos demandaron una auditoría ambiental a Texaco. 
A finales de 1993 campesinos e indígenas Kichwas, Secoyas y Cofánes presentaron una acción de clase contra Texaco en la Corte de Nueva York con el apoyo del abogado Steven Donziger y el respaldo de muchos habitantes de la amazonia entre los que se encontraba él mismo.
El 16 de mayo de 1994 se conformó el Frente de Defensa de la Amazonía con el propósito de dar seguimiento y sostenimiento al proceso judicial, Luis Yanza fue uno de los fundadores del Frente de Defensa de la Amazonía. 
Si bien la organización, que agrupa y representa a los afectados colonos de las provincias de Orellana y Sucumbíos y hasta la actualidad existe, fue un lugar de reflexión y acción social importante; la complejidad del caso Texaco hizo necesario otra forma de organización especifica y así en 2001 se formó la Asamblea de Afectados por Texaco (ADAT).

## Dignidades
- Fundador de la Federación de Artesanos de Sucumbíos y de la Junta Provincial de Defensa de Artesanos en 1988*
- Fundador y Tesorero de la Casa de la Cultura Ecuatoriana,  núcleo de Sucumbíos, 1990-199
- Fundador-Profesor del Centro de Formación Artesanal Ecuador, 1986-1995
- Secretario Ejecutivo de la Coordinadora Popular del Nororiente, 1990-1994
- Fundador y Presidente del Frente de Defensa de la Amazonía, 1994-2002
- Coordinador del Proceso Legal en contra de Chevron-Texaco, 2002

- Datos: Q5644351